# Laurent Hay
Laurent Hay (Levallois-Perret) es un deportista francés que compite en vela en la clase Finn. Ganó dos medallas en el Campeonato Europeo de Finn, en los años 2022 y 2023.

## Palmarés internacional
| \| Campeonato Europeo \| Campeonato Europeo \| Campeonato Europeo \| Campeonato Europeo \| \| Año \| Lugar \| Medalla \| Clase \| \| ------------------ \| ------------------------------- \| ------------------ \| ------------------ \| \| 2022 \| Hospitalet del Infante (España) \| Medalla de bronce \| Finn \| \| 2023 \| Csopak (Hungría) \| Medalla de plata \| Finn \| |                                 |                   |       |
| Campeonato Europeo |                                 |                   |       |
| Año | Lugar                           | Medalla           | Clase |
| 2022 | Hospitalet del Infante (España) | Medalla de bronce | Finn  |
| 2023 | Csopak (Hungría)                | Medalla de plata  | Finn  |